# Kiss
Kiss (KISS, «Кисс», с англ. — «Поцелуй») — американская рок-группа, основанная в Нью-Йорке в январе 1973 года, играющая в жанрах глэм-рок и хард-рок. Широко известна развитием направления шок-рок, сценическими макияжами её участников, а также концертными шоу, сопровождающимися различными пиротехническими эффектами.
Наиболее известными песнями Kiss являются «Strutter» (1974), «Deuce» (1974), «Black Diamond» (1974), «Rock and Roll All Nite» (1975), «Detroit Rock City» (1976), «Beth» (1976), «Calling Dr. Love» (1976), «Christine Sixteen» (1977), «Love Gun» (1977), «I Was Made for Lovin’ You» (1979), «I Love It Loud» (1982), «Lick It Up» (1983), «Heaven’s on Fire» (1984), «Forever» (1990), «Unholy» (1992), «God Gave Rock 'N' Roll to You II» (1992), «Psycho Circus» (1998). По состоянию на 2016 год имеют более сорока пяти золотых и платиновых альбомов и более 100 миллионов проданных записей. В сентябре 2018 года Kiss объявили, что после 45 лет записей и выступлений они отправились в свой последний тур End of the Road World Tour, и распались после своего последнего концерта в декабре 2023 года.

## История

### 1971—1975: Ранние годы
Kiss берёт корни от Wicked Lester, нью-йоркской рок-н-ролл и глэм-рок-группы, созданной Джином Симмонсом (уроженцем Хайфы, Израиль, настоящее имя Хаим Виц) и Полом Стэнли (получивший при рождении 20 января 1952 в Квинсе в Нью-Йорке имя Стэнли Харви Айзен). Wicked Lester, смешивавшие разные музыкальные стили, так и не добились успеха. Они записали один альбом, который был поставлен на полку Epic Records, и проводили концертные выступления. Ощущая необходимость нового направления для музыкальной карьеры, Симмонс и Стэнли покинули Wicked Lester в 1972 году и начали формировать новую группу.
В конце 1972 года Джин Симмонс и Пол Стэнли нашли объявление в журнале Rolling Stone, которое написал Питер Крисс (родившийся 20 декабря 1945 в Бруклине, Нью-Йорк), бывалый ударник клубной сцены Нью-Йорка, который был выходцем из группы Chelsea. Крисса прослушали и приняли в обновлённый состав Wicked Lester. Трио сфокусировалось на более жёстком стиле рока, чем тот, который играли Wicked Lester. Вдохновлённые театральностью New York Dolls, они также начали экспериментировать с имиджем, нося грим и различные костюмы. В ноябре 1972 группа участвовала в прослушивании, устроенном им директором Epic Records Доном Элисом, в надежде заключить договор на сотрудничество. Хотя постановка прошла хорошо, Элису не понравился имидж группы и стиль их музыки. Он фактически их возненавидел, и когда уже собирался уходить — его обрыгал брат Крисса.
В декабре 1972 года к группе присоединился гитарист Эйс Фрейли. Согласно книге Kiss & Tell, написанной лучшими друзьями Фрейли, Gordon G.G. Gebert и Bob McAdams (который аккомпанировал Эйсу на прослушивании), эксцентричный Фрейли впечатлил группу на первом прослушивании, хотя он и пришёл обутый в два разных ботинка (один красный, второй оранжевый) и начал только разогреваться на гитаре, в то время как группа слушала какого-то другого гитариста. Через пару недель Фрейли присоединился к Wicked Lester, позднее коллектив был переименован в Kiss.
Стэнли придумал название тогда, когда они вместе с Симмонсом и Криссом ехали в Нью-Йорк в поезде. Крисс упомянул, что он участвовал раньше в группе Lips («Губы»), тогда Стэнли спросил «Как насчёт Kiss?» (Джин Симмонс вспоминает об этом на видео Exposed). Фрейли создал текстовый логотип (где сделал буквы «SS» выглядящими как молнии), когда он пошёл рисовать слово Kiss поверх плаката Wicked Lester около клуба, в котором они собирались играть. Позже случайно обнаружилась визуальная схожесть этих букв-молний с руной Совило, которую во время Второй мировой войны использовали в своей символике войска СС нацистской Германии. В послевоенной Германии данные символы употреблять запрещено, поэтому, чтобы избежать недоразумений, большинство альбомов группы, вышедших после 1979 в Германии, имели специальную редакцию обложки, в которой буквы «SS» походили на зеркально отражённые «ZZ».
Согласно другим слухам, название группы является акронимом от названия «Knights In Satan’s Service» (с англ. — «Рыцари на службе у Сатаны») или аббревиатурой от «Keep it simple stupid», что на самом деле является акронимом программистов и появилось значительно позже, так что к Kiss как рок-группе никогда не приписывалось. Ни один из этих слухов не имеет никакой фактической основы, и группа последовательно отклонила их.
Идея макияжа принадлежала Полу Стэнли и Джину Симмонсу. Она была принята положительно и, используя театральный грим, каждый участник придумал себе свой уникальный макияж. Явное влияние на макияж имели увлечения участников вроде комиксов, фильмов ужасов и т. п. Джин Симмонс стал краситься в «Демона», Питер Крисс — в «Кота», Эйс Фрейли — в «Космического туза» (Space Ace), а Пол Стэнли сначала стал «Звёздным дитём» (Star Child), затем изменил имидж на «Бандита» (Bandit), но практически сразу вернулся к первоначальному варианту.
Макияж каждого из участников в первые годы претерпел многочисленные изменения. Пожалуй, больше всего изменился макияж Питера Крисса, а наименее — макияж Эйса Фрейли, который, придумав свой образ, больше его не менял.
Первое выступление Kiss состоялось 30 января 1973 года для трёх зрителей в клубе Popcorn Club (вскоре переименованном в Coventry) в Квинсе. В марте того же года группа записала своё первое демо из 5 песен с продюсером Эдди Крамером. Прежний ТВ-директор Билл Окойн, видевший группу на нескольких концертах летом 1973 года, предложил им свои услуги менеджера в октябре. Kiss согласились с условиями, предложенными им Окойном, и подписали контракт на запись в течение двух недель. 1 ноября 1973 года Kiss подписали первый контракт с известным поп-исполнителем и главой Buddah Records Нилом Богартом о сотрудничестве с его новым лейблом Emerald City Records (который вскоре был переименован в Casablanca Records).
Группа пришла в Нью-Йоркскую студию Bell Sound Studios 10 октября 1973 года для записи их первого альбома. 31 декабря группа получила официальную возможность выступить в Academy of Music (Нью-Йорк) на разогреве у Blue Öyster Cult. На этом концерте Симмонс случайно поджёг свои волосы (которые были уложены спреем на спирту), когда в первый раз исполнял свой впоследствии популярный трюк «огненное дыхание», в котором он набирал керосин в рот и выпускал струю огня.
Первый тур Kiss начался 5 февраля 1974 года в Эдмонтоне (Альберта, Канада) на Northern Alberta Jubilee Auditorium. Дебютный одноимённый альбом группы Kiss был выпущен 18 февраля. В тот же день группа впервые появилась на телевидении, исполнив композиции «Nothin’ to Lose», «Firehouse» и «Black Diamond» на канале ABC в программе Dick Clark’s In Concert (выпущенной в эфир 29 марта). 29 апреля группа исполнила «Firehouse» на шоу The Mike Douglas Show. Эта трансляция включала первое интервью Джина Симмонса для телевидения. В беседе с Майком Дугласом Симмонс объявил себя «воплощением зла», вызвав нервные смешки растерянной аудитории в студии. Гостья программы, юмористка Тоти Филдз (настоящее имя: София Фельдман) заметила, что было бы забавно, если бы под всей этой косметикой он оказался «милым еврейским мальчиком». Симмонс отразил выпад, ответив просто: «Вам ли не знать». «Да, я знаю. Крючок не спрячешь», — подтвердила Филдз, намекая на его нос.
Несмотря на публичность и постоянные туры, продажи первого альбома Kiss изначально составили всего 75 000 экземпляров. Тем временем группа и Casablanca Records быстро теряли деньги. Группа полетела в Лос-Анджелес в августе 1974 записывать второй альбом Hotter than Hell, который издали 22 октября 1974 года. Единственный сингл «Let Me Go, Rock ’n’ Roll» не добился успеха, и альбом остановился на позиции № 100. С Hotter than Hell, быстро теряющим позиции, Kiss были срочно сняты с тура для записи следующего альбома. Глава «Касабланки» Нил Богарт взялся за продюсирование нового альбома, собственноручно меняя мрачный и грубый звук Hotter than Hell на более чистое звучание. Dressed to Kill (на обложке которого группа позировала в деловых костюмах, на которые у них не было денег), изданный 19 марта 1975 года, коммерчески удался гораздо лучше, чем Hotter Than Hell. Он также содержал одну из наиболее известных и популярных в будущем песен группы «Rock and Roll All Nite».
Хотя альбомы Kiss и не продавались крупными тиражами, группа быстро приобретала статус самой зрелищной. Их концерты включали в себя множество разных трюков и уловок. Например, Джин Симмонс плевался «кровью» (на самом деле — смесью из йогурта, соков и пищевых красителей), взлетал при помощи тросов или «дышал огнём» (набирал в рот керосина и выпрыскивал его на факел); искры и дым (по отдельности) из концертной светящейся гитары Эйса Фрейли во время его виртуозных соло (фейерверки, скрытые в грифе, и дымовые шашки, скрытые в звукоснимателях гитары); поднимающаяся на высоту ударная установка с Питером Криссом, испускающая искры; Пол Стэнли, исполняющий сложные прыжки на своих 20-сантиметровых платформах и разбивающий гитару в стиле Пита Таунсенда; и множество пиротехники на протяжении шоу.

### 1975—1978: Расцвет
В конце 1975 Casablanca почти обанкротилась и Kiss угрожала потеря их контракта. Обеим сторонам был жизненно необходим финансовый прорыв, чтобы остаться на плаву. Этот прорыв принял необычную форму — записи живого концерта. Kiss хотели выразить восторг, который ощущался на их концертах, и воодушевление, которое не смогли передать их студийные альбомы, своим первым концертным альбомом. Выпущенный 10 сентября 1975 Alive! получил золотой статус и стал первым релизом Kiss, попавшим в Топ 40 синглов — с концертной версией «Rock and Roll All Nite». Это была первая версия песни «Rock and Roll All Nite» с гитарным соло, и эта запись успешно представила окончательную версию песни, затмив и вытеснив студийный оригинал. В поздние годы группа отмечала, что дополнительный шум толпы был добавлен альбому не для того, чтобы обмануть поклонников, а чтобы добавить больше «возбуждения и реализма» в шоу.
Успех Alive! не только дал Kiss прорыв, которого они искали, но и, возможно, сохранил лейбл Casablanca, который был близок к банкротству. Следуя этому успеху, Kiss стали партнёрами с продюсером Бобом Эзрином, который прежде работал с Элисом Купером. Результатом стал Destroyer (выпущенный 15 марта 1976), самый амбициозный студийный альбом Kiss на сегодняшний день. Destroyer, полный различных звуковых эффектов (звук оркестра, хор мальчиков, ударные из лифта, вступление в стиле радиосообщения) отошёл от сырого и неотёсанного звука первых трёх студийных альбомов группы. В то время как альбом продавался хорошо и стал вторым золотым альбомом группы, он быстро терял позиции в чартах. Только когда баллада «Beth» была выпущена отдельным синглом, альбом вновь сделал скачок в продажах. «Beth» занял позицию № 7 в чартах, и этот успех восстановил и альбом, который получил платиновый статус к концу 1976 года.
В октябре 1976 Kiss появляются на The Paul Lynde Halloween Special, исполняя под фонограмму «Detroit Rock City», «Beth» и «King of the Night Time World». Для многих подростков это стало их первым воспоминанием драматического появления Kiss. В продюсировании шоу участвовал Билл Окойн. В дополнение к этой постановке Kiss был субъектом краткого комедийного «интервью», которое проводил лично Пол Линд. Интервью включало его высказывание, сделанное, когда он услышал имена участников группы:

«О, обожаю хорошие религиозные группы».
Оригинальный текст (англ.)Oh, I love a good religious group.

В течение следующего года были выпущены ещё два успешных альбома — Rock and Roll Over (11 ноября 1976) и Love Gun (30 июня 1977). В 1977 году был также выпущен и второй концертный альбом — Alive II, а именно 14 октября 1977 года. Все три альбома стали платиновыми вскоре после выхода в продажу. Между 1976 и 1978 Kiss получили 17,7 млн долларов с платежей за авторское право и издание музыки. Опрос Gallup poll 1977 назвал Kiss самой популярной группой в Америке. В Японии Kiss исполнили пять гранд-шоу на арене Budokan, побив предыдущий рекорд в четыре, удерживаемый The Beatles.
В этот период продажи товаров под маркой Kiss стали существенным источником дохода для группы. Среди них были два комикса, изданных Marvel (первый из которых содержал краску, смешанную с кровью участников группы), игровой автомат для игры в пинбол, куклы, изображавшие музыкантов, наборы косметики «Kiss Your Face Makeup», маски для Хэллоуина, настольные игры и множество других сувениров. Между 1977 и 1979 годом продажи в мире приблизились к 100 млн долларов.

### Сольные проекты участников
В 1978 году Kiss были на пике коммерческой популярности — Alive II стал четвёртым платиновым альбомом группы за два года, последовавший концертный тур имел наибольшее количество посетителей. Кроме того, их годовой доход за 1977 год составил 10,2 млн долларов. Kiss вместе со своим менеджером Биллом Окойном задумали вывести группу на новый уровень популярности. С этой целью ими была изобретена хитрая стратегия на 1978 год.
Первая часть предполагала одновременный выпуск четырьмя участниками группы своих сольных альбомов. Хотя группа жаловалась, что выпуск четырёх сольных альбомов предназначен для ослабления растущего напряжения с группой, их контракт за 1976 год призывал к изданию четырёх сольных альбомов перед масштабным изданием пятого альбома группы. Каждый альбом был исключительно сольным достижением для всех участников коллектива, а диски были помечены и изданы как альбомы группы Kiss (с похожими обложками и постерами внутри). Это был единственный случай, когда все четыре участника издали по сольному альбому в один день. Альбомы были названы просто по именам исполнителей — Peter Criss, Ace Frehley, Paul Stanley и Gene Simmons.
Для участников группы это стало шансом продемонстрировать свои музыкальные вкусы и тенденции, стилевые наклонности вне Kiss: альбом Симмонса включал появление участников Aerosmith Джо Пэрри, Cheap Trick, Рик Нильсен, диско-диву Донну Саммер, Боба Сигера, и позже — подругу Шер). Пластинки Стэнли и Фрейли были близки к тому хард-року и глэм-року, который игрался в Kiss, в то время как альбом Крисса включал элементы R&B и был насыщен балладами. Альбом Симмонса был наиболее эклектический, включая хард-рок, рок 60-х в лучших традициях Beatles, баллады и кавер-версию «When You Wish upon a Star» (из мультфильма «Пиноккио»).
В борьбе за сердца фанатов силы музыкантов оказались примерно равными, каждый из дисков к концу года разошёлся тиражом более 1 250 000 копий, а совокупный тираж превысил 5 миллионов экземпляров. Самым востребованным радиохитом стала песня из альбома Эйса Фрейли «New York Groove», добравшаяся до второй строки рейтинга продаж.
Второй частью задумки Kiss и продюсера стала съёмка фильма, в котором персонажи группы будут изображаться в качестве супергероев. Съёмки фильма были назначены на сентябрь 1978. Хотя фильм и задумывался как нечто среднее между «Вечер трудного дня» и «Звёздные войны. Эпизод IV. Новая надежда», окончательные результаты были крайне далеки от этих образцов. Сценарий многократно переписывался разными сценаристами, и группа (а особенно Крисс и Фрейли) была разбита утомительными съёмками. Питер Крисс и вовсе отказался принимать участие в озвучивании после съёмок и был озвучен другим актёром.
Kiss Meets the Phantom of the Park, который продюсировала Hanna-Barbera, был показан по NBC 20 октября 1978 года. Несмотря на губительные рецензии критиков, фильм стал одним из лучших фильмов года и был впоследствии показан за пределами США в 1979 под названием Attack of the Phantoms. В поздних интервью группа вспоминает съёмки фильма как что-то необычное, забавное юмористическое и стыдно-смешное, однако, раздосадованные финальным результатом актёрского труда, они отмечали, что в фильме их показали больше как клоунов, нежели супергероев. Артистический провал фильма создал стену между группой и Окойном, на которого и списали всю вину.

### 1979—1983: Распад оригинального состава
Первый альбом группы с новым материалом за два года Dynasty, вышедший 22 мая 1979 года, продолжил их платиновую полосу. Альбом содержал песню, ставшую впоследствии наиболее известным синглом и визитной карточкой группы — «I Was Made For Lovin’ You». Песня, сочетающая в себе элементы хард-рока и популярной в то время музыки диско, стала хитом, вошедшим в топ-10 по всему миру (в США достигла наивысшего 11 места). Dynasty был записан с сессионным ударником Энтоном Фигом по просьбе продюсера Вини Понсии, который сильно сомневался в действительности ударных навыков Питера Крисса. Единственным вкладом Питера Крисса в альбом Dynasty стала песня «Dirty Livin’», которую он написал, сыграл на ударных и спел.
Объявленный как «Возвращение Kiss» (англ. The Return of Kiss), концертный тур Dynasty Tour согласно ожиданиям группы и менеджера должен был превзойти все предыдущие концертные туры в их истории. Согласно планам совместно с группой должен был ездить перевозной парк развлечений, выполненный в тематике Kiss и названный Kiss World (мир Kiss), но эта идея была заброшена, так как требовала слишком серьёзных средств и вложений для реализации. Концертный тур The Return of Kiss в результате стал не самым успешным туром в истории группы.
Такая же история повторилась и при записи следующего альбома, а после выхода Unmasked Крисс был официально вычеркнут из состава; все ударные в альбоме, так же, как и в предыдущем, прописаны Энтоном Фигом. Но уже в мае 1980 года место постоянного ударника группы занял Эрик Карр. Диск имел относительно лёгкое звучание, и в результате впервые после Dressed to Kill команда осталась без платины. Спасти ситуацию был призван Боб Эзрин, однако сделанный под его руководством Music from «The Elder», с обилием струнных, духовых и синтезаторов, был довольно далёк от хард-рока, но был намного тяжелее, чем предыдущий. В итоге Kiss лишились не только множества своих поклонников, но также Эйса Фрейли и Билла Окойна.
Осенью 1982 года вышел альбом Creatures of the Night, на котором группа вновь заиграла тяжёлую музыку, однако здесь сказалась инерция публики и коммерческий успех возвратить не удалось. Также Эйс Фрейли не принимал участие в записи, хоть и значился на обложке как гитарист. А чуть позже из-за многочисленных разногласий с лидерами Kiss Джином и Полом, проблем со здоровьем и наркотиками, вовсе покинул группу. На его место был взят Винни Винсент, дебютировавший в туре, посвящённом 10-летию Kiss, и взявший себе сценический образ древнеегипетского бога.

### 1983—1995: Kiss без грима
В 1983 году для спасения своей популярности Kiss предприняли решительный шаг — они впервые показались на публике без грима. Эта акция принесла дивиденды, и альбом Lick It Up вернул команду на платиновые рубежи.
Три последующих альбома, как и Creatures of the Night, выдержанные в стиле глэм-метал, позволили группе закрепить успех. Уже весной 1984-го Винсента, не хотевшего идти на уступки всё тем же Джину и Полу, сменил Марк Сент-Джон, с ним группа приступила к записи новой пластинки Animalize. Но вскоре выяснилось, что из-за болезни, связанной с кистями рук, Марк не сможет продолжить сотрудничество с Kiss, и на его место пришёл Брюс Кулик. В 1985 году выходит альбом Asylum, который являлся стилистически продолжением Animalize. В 1987 увидел свет альбом Crazy Nights, на котором в числе прочего используются фоновые клавиши, которые Kiss не использовали со времён Unmasked. В 1988 была выпущена компиляция Smashes, Thrashes & Hits, содержавшая две новые песни от Пола Стэнли, на обе были сняты видеоклипы.
К концу 1989 года вышел альбом Hot in the Shade, содержащий одну из знаменитых баллад группы «Forever», а в начале следующей декады команда получила серьёзный удар — 24 ноября 1991 скончался от рака Эрик Карр. Несмотря на утрату, Kiss с новым барабанщиком Эриком Сингером дописали альбом Revenge и прорвались с ним в горячую десятку.
В 1995 году во время одного из акустических концертов в рамках Convention Tour в Лос-Анджелесе на сцену к Kiss поднялся Питер Крисс и спел совместно с группой песню «Hard Luck Woman». Сразу после этого вечера поползли слухи, что Крисс может вернуться обратно в группу. А в августе того же года Kiss выступали на шоу MTV Unplugged, где ближе к концу вечера к группе присоединились Эйс Фрейли и Питер Крисс. «Оригинальной четвёркой» были исполнены две песни: «2000 Man» и «Beth», а потом ещё две: «Nothin’ to Lose» и «Rock and Roll All Nite», но уже вшестером (Пол Стэнли, Джин Симмонс, Брюс Кулик, Эрик Сингер, Питер Крисс и Эйс Фрейли). Концерт был издан на CD под названием Kiss Unplugged.

### 1996—1999: Воссоединение в первоначальном составе
В начале 1996 года Kiss объявили о воссоединении оригинального состава. Первое публичное появление группы в полном классическом макияже состоялось 28 февраля на вручении премии «Грэмми», где Kiss публике представил Тупак Шакур. Хотя сами музыканты поначалу сомневались в актуальности своей задумки, мировое турне, под названием Alive / Worldwide Tour, прошло с большим успехом. Первый же официальный концерт оригинальной четвёрки, который должен был состояться 28 июня в Детройте, на арене Tiger Stadium, был полностью (39 867 билетов) распродан за 40 минут. Концертный сет был составлен из классических песен группы 70-х годов, а сценические костюмы были разработаны на основе костюмов периода Love Gun.
В сентябре 1998 вышел новый студийный альбом Psycho Circus. Участие в записи Фрейли и Крисса было сведено к минимуму, оба были допущены только к нескольким песням, а совместно группа сыграла только лишь одну «Into the Void». Большинство партий ведущей гитары записал будущий участник Kiss Томми Тейер, также в альбоме отметился своим участием Брюс Кулик. Почти все ударные в альбоме (кроме «Into the Void») сыграл сессионный музыкант Кевин Валентайн. Альбом попал на третью строчку «Билборда». Также альбом получил платиновый статус в США.
Тур в поддержку нового альбома Psycho Circus Tour стартовал в ночь на Хэллоуин 1998 года в Лос-Анджелесе арене Dodger Stadium, где впервые на концерте была использована 3-D технология. С пластинки Psycho Circus во время тура исполнялись: заглавная композиция «Psycho Circus», «Into the Void» Фрейли и «Within'» Симмонса.
Выступление Kiss в Лас-Вегасе Live in Las Vegas 29 октября 1999 года в прямом эфире через интернет посмотрело более миллиона человек одновременно.

### 2000—2002: «Прощальный тур»
В 2000 году было объявлено о проведении прощального тура (Farewell Tour) и последующем прекращении деятельности Kiss как группы. Турне должно было начаться в марте 2000 года в Северной Америке, а к началу 2001 года Kiss пообещали проехаться по Японии и Австралии. Однако ещё до концерта 7 ноября в Чарльстоне стало ясно, что недовольный суммой своего контракта Крисс вновь покидает группу. В итоге из-за потери ударника турне пришлось притормозить. О дальнейшей судьбе группы ничего не было ясно, пока в начале 2001 года не было объявлено, что на место Питера Крисса будет вновь взят Эрик Сингер; при этом Эрик будет одет и загримирован под сценический образ Питера. В таком составе и было продолжено «Прощальное турне» по Японии и Австралии.
24 февраля 2002 Kiss были приглашены выступить на закрытии XIX зимних Олимпийских игр в Солт-Лэйк-Сити. Это было последнее выступление Эйса Фрейли с группой. Он заявил, что если Kiss никак не хотят прощаться, то это будет его «Прощание» с Kiss. Пол Стэнли и Джин Симмонс поначалу не восприняли слова Фрейли всерьёз и всячески пытались вернуть его в группу, но Эйс был непреклонен. На роль «Спейсмена» было решено взять уже давно сотрудничавшего с группой Томми Тейера. Тейер до своего прихода в Kiss занимался продюсированием видео группы, помогал Эйсу Фрейли вспоминать его же гитарные партии во время тура воссоединения, а также внёс довольно весомый вклад в запись альбома Psycho Circus. Тейер также принимал участие в кавер-группе Kiss, где как раз примерял на себя роль Эйса. В то же время, взяв в группу Тейера, Стэнли и Симмонс продолжали надеяться, что Фрейли вернётся обратно.

### После 2002 года
К концу 2002 года Kiss неожиданно объявили следующее: группа продолжает свою деятельность и не прощается с поклонниками; Томми Тейер признаётся полноправным членом Kiss в качестве лидер-гитариста; а также в группу возвратился Питер Крисс. Было сказано о намерении группы записать новый концертный альбом с привлечением симфонического оркестра и провести новое полноценное турне.
В феврале 2003 года в Австралии состоялось грандиозное выступление Kiss с участием Мельбурнского симфонического оркестра под руководством Дэйвида Кэмпбелла. Примечательно, что на этом шоу группа впервые сыграла песню «Great Expectations», к исполнению которой был привлечён детский хор. Впоследствии был выпущен концертный альбом, получивший название Kiss Symphony: Alive IV, выступление также было издано на DVD.
В 2004 году Джин Симмонс и Пол Стэнли принимают решение не продлевать контракт Крисса, заменив его обратно на Эрика Сингера, и уже с мая того года выступают с ним. Питер Крисс, оказавшись в некотором недоумении, затаил на свою бывшую группу обиду, заявив, что ему даже не сообщили об отстранении. В свою очередь Стэнли и Симмонс, говоря об отчислении Крисса из Kiss, сообщают о необходимости «омоложения» группы, и что Питер слишком стар для того, чтобы полноценно отыграть двухчасовое шоу (Крисс старше Симмонса всего на четыре года).
На протяжении 2005—2007 годов Пол Стэнли и Джин Симмонс достаточно негативно высказывались на тему записи нового студийного альбома группы. В то же время Эрик Сингер и Томми Тейер в своих интервью сообщали, что им, наоборот, хотелось бы записать новый студийник Kiss. Тем временем Джин Симмонс в 2004 году выпускает свой новый сольный альбом Asshole, а Пол Стэнли в 2006 году выпускает свой новый сольный альбом Live to Win. В результате многие поклонники группы посчитали, что нового альбома от Kiss ждать не стоит.
Весной 2008 года стартует новое турне Alive/35 World Tour в честь 35-летия группы. В мае того же года Kiss впервые посетили Россию с двумя концертами в Москве и Санкт-Петербурге. Ко всему прочему в августе вышел новый сборник Jigoku-Retsuden, который оказался новым в прямом смысле этого слова — в него вошли классические песни Kiss, вновь перезаписанные с текущим составом (то есть с Эриком и Томми).
20 мая 2009 года группа выступила на финале 8 сезона самого популярного шоу США American Idol, исполнив песни «Detroit Rock City» и «Rock and Roll All Nite», совместно с финалистом Адамом Ламбертом. Это выступление посмотрели 25 миллионов телезрителей.
В начале 2011 года группа заявила, что планирует выпустить свой 20-й студийный альбом в этом же году. В апреле Kiss приступили к студийной работе. 4 июля вышел сингл «Hell or Hallelujah», вошедший в новый альбом Monster, выпущенный 16 октября 2012.
28 января 2015 года Kiss выпустили в Японии совместный сингл «Yume no Ukiyo ni Saite Mi na» с японской девичьей идол-группой Momoiro Clover Z.
Были противоречивые мнения о том, будет ли Kiss записывать новый альбом или нет. В интервью Симмонс сказал «да», упомянув, что у него есть новые песни, написанные для нового альбома, в то время как Стэнли и Тейер спорят об этом и говорят, что они не обещали этого и что группа может двигаться вперёд без новой музыки.
В 2016 году Симмонс и Стэнли появились в эпизодических ролях в фильме «Почему он?».
19 сентября 2018 года после выступления на телешоу America’s Got Talent, Kiss объявили, что они завершат свою карьеру в рамках тура One Last Kiss: End of the Road World Tour в 2019 году. Стэнли прокомментировал:
Это будет наш последний тур. Это будет самое взрывное, грандиозное шоу из всех, что мы делали. Тем, кто нас любят, стоит прийти и посмотреть. А если вы никогда нас не видели, то момент самый что ни на есть подходящий. Это будет шоу!
В октябре группа воссоединилась с Эйсом Фрейли и Брюсом Куликом в рамках Kiss Kruise. Они исполнили вместе «New York Groove», «2,000 Man», «Hide Your Heart» и «Domino». Это было первым выступлением Фрейли с группой после 2002 года в рамках Kiss Farewell Tour и первое выступление с группой Кулика с момента его ухода из коллектива в 1996 году.
Во время первого этапа the End of the Road World Tour Kiss были обвинены фанатами в использовании фонограммы и минусовок. Тремя годами ранее Симмонс критиковал группы, которые используют на своих концертах минусовку. Бывший вокалист Skid Row Себастьян Бах выступил в защиту Kiss, заявив, что группа не использовала фонограмму на концерте, который он посетил. А Стэнли не подтверждал и не отрицал, что использует фанеру на концертах, но отметил, что заботится о своём голосе.
В июне 2019 года в рамках прощального тура Kiss дали концерт в Санкт-Петербурге, собрав аншлаг в Ледовом дворце.
14 ноября 2019 года группа объявила, что их концерты в Австралии и Новой Зеландии в рамках последнего тура были отменены из-за проблем со здоровьем Пола Стэнли, заявив: «Приказы Доктора в конечном счёте имеют приоритет, и в конце концов у нас теперь нет выбора, кроме как сдаться.»
В декабре 2019 года участник X Japan Ёсики присоединился к группе во время её концертов в Осаке, в рамках гастролей по Японии, чтобы исполнить песню «Beth» на фортепиано и «Rock and Roll All Nite» на барабанах. Позже они будут сотрудничать в телевизионном представлении в канун Нового года в Японии, исполнив «Rock and Roll All Nite» под названием «YoshiKiss».
17 февраля 2020 года Kiss появились на телешоу America’s Got Talent, исполнив «Rock and Roll All Nite». Позже 4 марта группа исполнила «Do You Love Me» в память о Коби Брайанте и другим жертвам крушения вертолёта S-76 под Калабасасом в «Стейплс-центре», Лос-Анджелесе.
В связи с текущими событиями пандемии COVID-19, группа временно прекратила свой последний тур, и Симмонс сказал, что тур продолжится, как только учёные подтвердят, что безопасно продолжать снова. В результате продолжающейся пандемии Kiss Kruise 2020 года был перенесён на октябрь 2021 года. 20 ноября 2020 года Kiss объявили, что выступят с эксклюзивным новогодним шоу в прямом эфире в отеле Atlantis в Дубае. Выступление побило два рекорда Гиннесса: один — за самую высокую проекцию пламени на музыкальном концерте, другой — за наибольшее количество проекций пламени, запущенных одновременно на музыкальном концерте.
2 декабря 2020 года Симмонс подтвердил, что группа продолжит свой финальный тур летом 2021 года, в рамках которого осталось ещё 150 концертов, а также перенёс австралийский этап финального тура. В интервью, данном в июне 2021 года, Стэнли сохранил оптимизм по поводу того, что группа завершит свой финальный тур, когда играть концерты будет безопасно, и обсудил неизбежный уход Kiss на покой. Он также не исключил возможности появления бывших участников группы Эйса Фрели и Питера Крисса во время финального тура, заявив, что он «открыт для этой идеи».
15 декабря 2020 года было объявлено, что в разработке находится биографический фильм о группе, который планируется выпустить одновременно с последним концертом группы. Менеджер группы Док МакГи рассказал о процессе: «Надеюсь, на следующей неделе у нас будет компания, которая займётся этим, и мы начнём дописывать сценарий, и, надеюсь, к тому времени, когда мы закончим, у нас будет готовый фильм к июлю следующего года.» Deadline сообщил, что Netflix почти завершил сделку по производству байопика Kiss под названием Shout it Out Loud. Фильм будет снят при тесном сотрудничестве Симмонса и Стэнли и будет посвящён годам становления группы.
Вслед за анонсом байопика был объявлен двухсерийный документальный фильм о группе под названием Biography: Kisstory был также объявлен и показан на канале A&E 27 и 28 июня 2021 года, а после дебюта на кинофестивале «Трайбека» 11 июня 2021 года состоится эксклюзивное живое выступление.
В интервью 6 октября 2021 года Стэнли подтвердил, что финальный концерт Kiss, скорее всего, состоится в ближайшие полтора года, заявив: «Я твёрдо верю, что к началу 2023 года мы закончим, и кажется вполне естественным, что финальное шоу пройдёт в Нью-Йорке. Именно там начиналась группа, и именно там она собиралась вместе и писала эти песни, играла на вечеринках в лофтах и выступала в клубах, начиная с аудитории, состоящей, вероятно, из 10 человек. Кажется, мы должны пройти полный круг». 15 февраля 2022 года группа объявила, что предстоящее в октябре — ноябре 2022 года выступление в рамках Kiss Kruise станет их последним выступлением на борту корабля. Во время интервью на «Шоу Говарда Стерна» 1 марта 2023 года группа подтвердила, что их финальное шоу состоится в Madison Square Garden в Нью-Йорке 2 декабря. Их последний концерт был доступен пользователям интернета по платной стрим-трансляции.
Несмотря на то, что тур был последним, Симмонс и Стэнли не исключили возможности того, что Kiss продолжат свою деятельность без них и без оригинальных участников для «нового поколения» с возможностью эпизодических выступлений гостей. Симмонс выразил заинтересованность в том, чтобы группа дала концерт в Лас-Вегасе после объявления о последних шоу группы, но Стэнли позже исключил такую возможность, заявив, что «не видит, как это произойдет». Позднее, 14 ноября 2023 года, Симмонс подтвердил, что, хотя тур был последним для группы, бренд продолжит свое существование в виде мультипликационного шоу, дальнейшего выпуска товаров и выездных шоу Kiss с различными музыкантами. Он также подтвердил, что группа не планирует записывать новый альбом, ссылаясь на потоковое воспроизведение и скачивание музыки в качестве факторов. 2 декабря 2023 года Kiss дали свой последний концерт в Мэдисон Сквер Гарден в Нью-Йорке,  который транслировался по системе Pay-per-view. В конце шоу было объявлено, что группа будет жить в виде цифровых аватаров для полностью виртуальных сценических представлений, которые были созданы компаниями Industrial Light and Magic и Pophouse, которые ранее создали аналогичное цифровое представление ABBA «ABBAtar».  Хотя Симмонс заявил, что в аватары было инвестировано 200 миллионов долларов, первые цифровые шоу аватаров должны начаться в 2027 году, а в интервью, данном в январе 2024 года, Тайер заявил, что «потребуется некоторое время, чтобы сделать визуализации» такими, какими бы группа хотела их видеть, и назвал их будущим развлечением.
В настоящее время Симмонс продолжает работать с рестораном Rock & Brews, стилизованным под американский рок, и выступает со своей сольной группой, в которой он объявил о своем первом после Kiss концерте, который состоится на открытии ресторана Rock & Brews в Риджфилде, штат Вашингтон, в апреле 2024 года, незадолго до выступления в Summer Breeze в Бразилии в том же месяце.
Kiss были проданы компании Pophouse за 300 миллионов долларов, включая все их песни, бренд и интеллектуальную собственность, в апреле 2024 года. Хотя Симмонс и Стэнли оставались ключевыми фигурами в проектах, над которыми работала группа вместе с Pophouse, Симмонс сосредоточился на цифровых аватарах, называя их «будущим Kiss». Первоначально Стэнли заявил в интервью в ноябре 2024 года, что он открыт для выступления группы с одноразовым шоу, но позже пришел к соглашению, что это больше не повторится. После того, как Симмонс отложил семнадцать концертов своего тура, было объявлено о разовом концерте без масок в рамках специального мероприятия под названием «Kiss Army Storms Vegas» в Virgin Hotels Las Vegas , в котором примет участие бывший участник группы Кулик, и которое пройдет с 14 по 16 ноября 2025 года.

## Музыкальный стиль
Чаще всего группу Kiss относят к таким жанрам рок-музыки, как хард-рок и глэм-рок. Но вскоре после формирования группы критики назвали их «thunderrockers» (с англ. — «громорокеры»). Они также экспериментировали с такими стилями, как диско (Dynasty), поп-рок (Unmasked), арт-рок / прогрессивный рок (Music From «The Elder») и гранж (Carnival of Souls: The Final Sessions).

## Макияж Kiss
- Макияж Kiss
- Звёздное дитя – Пол Стэнли
- Демон – Джин Симмонс
- Инопланетянин (The Spaceman) –  Эйс Фрейли и Томми Тейер
- Кот –  Питер Крисс и Эрик Сингер
- Лис –  Эрик Карр
- Воин Анха –  Винни Винсент

## Состав

### Последний состав
- Пол Стэнли — ведущий и бэк-вокал, ритм-гитара, иногда бас-гитара (1973—2023)
- Джин Симмонс — ведущий и бэк-вокал, бас-гитара, иногда гитара (1973—2023)
- Эрик Сингер — ударные, перкуссия, бэк и ведущий вокал, концертное  фортепиано (1991—1996, 2001—2002, 2004—2023)
- Томми Тейер — соло-гитара, бэк и ведущий вокал (2002—2023; сессионный участник в 1989 и в 1992)

### Бывшие участники
- Эйс Фрейли — соло-гитара, ведущий и бэк вокал, иногда бас-гитара (1973—1982, 1996—2002; концертный гость в 1995, 2018[102])
- Питер Крисс — ударные, перкуссия, ведущий и бэк вокал (1973—1980, 1996—2001, 2002—2004; концертный гость в 1995)
- Эрик Карр — ударные, перкуссия, бэк и ведущий вокал, иногда гитара и бас-гитара (1980—1991; умер в 1991)
- Винни Винсент — соло-гитара, бэк-вокал (1982—1984)
- Марк Сент-Джон — соло-гитара, бэк-вокал (1984; умер в 2007)
- Брюс Кулик — соло-гитара, клавишные, бэк и ведущий вокал, иногда бас-гитара (1984—1996; концертный гость в 2018[102], 2019[103], 2021[103])

### Концертные участники
- Гэри Корбетт — клавишные (1987—1990; умер в 2021)
- Дерек Шеринян — клавишные (1992)
- Фил Эшли - клавишные (1995, студийный участник с 1987 по 1989)

## Концерты
Группа «Kiss» известна своими зажигательными концертами с применением ярких фейерверков, взрывающихся или дымящихся гитар (дымовые или пороховые бомбы устанавливались внутрь гитары, после чего зажигались), всплесков крови (кровь обычно делалась из пищевого красителя или йогурта), «дыхания огня» (Джин Симмонс, набрав в рот керосин, плевался огнём), и поднятием барабанщика или гитаристов на высоту с помощью гидравлических подъёмников. Концертные альбомы и концертные видеовыпуски всегда пользовались большим успехом; к примеру, большой успех альбома Alive! (который стал четырежды платиновым) спас группу и лейбл от банкротства.
Группа «Kiss» является одной из самых посещаемых и успешных концертных групп мира.
Концерт Kiss в Рио-де-Жанейро в июне 1983 года собрал аудиторию в 247 тысяч человек.
- 2008, 24 мая — Kiss приехали в Москву и дали концерт в «Олимпийском».
- 2008, 26 мая — Kiss выступили с концертом в Санкт-Петербурге.
- 2017, 1 мая — Kiss в рамках европейского турне дали концерт в «Олимпийском»[104].
- 2019, 11 июня — Kiss в рамках End of the Road World Tour дали концерт в «Ледовом дворце» в Санкт-Петербурге.
- 2019, 13 июня — Kiss в рамках End of the Road World Tour дали концерт на "ВТБ Арене" в Москве.

## Коммерческая деятельность
В сентябре 2010 года Kiss выпустили для поклонников группы свои фирменные телевизоры, которые, кроме изображённой на них символики группы, при включении 8 секунд демонстрируют посвящённые Kiss видеозаставки.

## Дискография

### Студийные альбомы
| Дата выпуска     | Название                              | Позиция в чарте США | Сертификация RIAA | Состав                                                                                                   |
| ---------------- | ------------------------------------- | ------------------- | ----------------- | --- |
| 1974 18 февраля  | Kiss                                  | 87                  | Золото            | Пол Стэнли, Джин Симмонс, Эйс Фрейли, Питер Крисс                                                        |
| 1974 22 октября  | Hotter Than Hell                      | 100                 | Золото            | Пол Стэнли, Джин Симмонс, Эйс Фрейли, Питер Крисс                                                        |
| 1975 19 марта    | Dressed to Kill                       | 32                  | Золото            | Пол Стэнли, Джин Симмонс, Эйс Фрейли, Питер Крисс                                                        |
| 1976 15 марта    | Destroyer                             | 11                  | Платина           | Пол Стэнли, Джин Симмонс, Эйс Фрейли, Питер Крисс                                                        |
| 1976 11 ноября   | Rock and Roll Over                    | 11                  | Платина           | Пол Стэнли, Джин Симмонс, Эйс Фрейли, Питер Крисс                                                        |
| 1977 17 июня     | Love Gun                              | 4                   | Платина           | Пол Стэнли, Джин Симмонс, Эйс Фрейли, Питер Крисс                                                        |
| 1979 23 мая      | Dynasty                               | 9                   | Платина           | Пол Стэнли, Джин Симмонс, Эйс Фрейли, Питер Крисс, Энтон Фиг (ударные)                                   |
| 1980 20 мая      | Unmasked                              | 35                  | Золото            | Пол Стэнли, Джин Симмонс, Эйс Фрейли, Питер Крисс, Энтон Фиг (ударные)                                   |
| 1981 16 ноября   | Music from «The Elder»                | 75                  | N/A               | Пол Стэнли, Джин Симмонс, Эйс Фрейли, Эрик Карр                                                          |
| 1982 13 октября  | Creatures of the Night                | 45                  | Золото            | Пол Стэнли, Джин Симмонс, Винни Винсент, Эрик Карр                                                       |
| 1983 18 сентября | Lick It Up                            | 24                  | Платина           | Пол Стэнли, Джин Симмонс, Винни Винсент, Эрик Карр                                                       |
| 1984 13 сентября | Animalize                             | 20                  | Платина           | Пол Стэнли, Джин Симмонс, Марк Сент-Джон, Эрик Карр                                                      |
| 1985 16 сентября | Asylum                                | 20                  | Золото            | Пол Стэнли, Джин Симмонс, Брюс Кулик, Эрик Карр                                                          |
| 1987 18 сентября | Crazy Nights                          | 18                  | Платина           | Пол Стэнли, Джин Симмонс, Брюс Кулик, Эрик Карр                                                          |
| 1989 17 октября  | Hot in the Shade                      | 29                  | Платина           | Пол Стэнли, Джин Симмонс, Брюс Кулик, Эрик Карр                                                          |
| 1992 19 мая      | Revenge                               | 6                   | Платина           | Пол Стэнли, Джин Симмонс, Брюс Кулик, Эрик Сингер                                                        |
| 1997 28 октября  | Carnival of Souls: The Final Sessions | 27                  | N/A               | Пол Стэнли, Джин Симмонс, Брюс Кулик, Эрик Сингер                                                        |
| 1998 22 сентября | Psycho Circus                         | 3                   | Платина           | Пол Стэнли, Джин Симмонс, Эйс Фрейли, Питер Крисс, Кевин Валентайн (ударные), Томми Тейер (лидер-гитара) |
| 2009 6 октября   | Sonic Boom                            | 2                   | N/A               | Пол Стэнли, Джин Симмонс, Томми Тейер, Эрик Сингер                                                       |
| 2012 15 октября  | Monster                               | 3                   | N/A               | Пол Стэнли, Джин Симмонс, Томми Тейер, Эрик Сингер                                                       |

### Концертные альбомы
| Дата выпуска     | Название                | Позиция в чарте США | Сертификация RIAA | Состав                                                                     |
| ---------------- | ----------------------- | ------------------- | ----------------- | -------------------------------------------------------------------------- |
| 1975 10 сентября | Alive!                  | 9                   | Золото            | Пол Стэнли, Джин Симмонс, Эйс Фрейли, Питер Крисс                          |
| 1977 14 октября  | Alive II                | 7                   | Платина           | Пол Стэнли, Джин Симмонс, Эйс Фрейли, Питер Крисс                          |
| 1993 18 мая      | Alive III               | 9                   | Золото            | Пол Стэнли, Джин Симмонс, Брюс Кулик, Эрик Сингер                          |
| 1996 12 марта    | Kiss Unplugged          | 15                  | Золото            | Пол Стэнли, Джин Симмонс, Брюс Кулик, Эрик Сингер, Эйс Фрейли, Питер Крисс |
| 2003 22 июля     | Kiss Symphony: Alive IV | 18                  | Платина           | Пол Стэнли, Джин Симмонс, Томми Тейер, Питер Крисс                         |
| 2008 22 июля     | Kiss Alive 35           | N/A                 | N/A               | Пол Стэнли, Джин Симмонс, Томми Тейер, Эрик Сингер                         |